# Батук (музика та танець)
Батук (на креольскій мові Кабо-Верде batuku /bɐˈtuku/ чи batuk /bɐˈtuk/) — музично-танцювальний жанр з Кабо-Верде.

## Як музичний жанр
Як музичний жанр, батук характеризується тим, що має темп анданте, такт 6/8 або 3/4, і традиційно він просто мелодійний, тобто його просто співають, він не має поліфонічного супроводу. У порівнянні з іншими музичними жанрами з Кабо-Верде, батук має структуру заклику і відповіді і є єдиним поліритмічним жанром. Фактично, аналізуючи ритм, можна з'ясувати, що це ритм із трьох тактів над ритмом із 2 тактами.

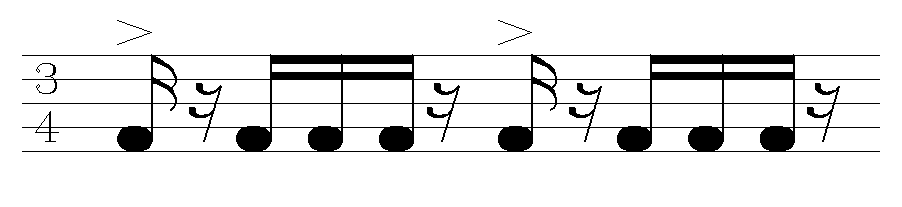
Ритмічна модель батуку, ± 112 ударів за хвилину.

У своїй традиційній формі батук організований так, ніби це оркестровий крещендо. Він має два рухи (структурні секції): У давні часи музика починалася з вступу на цимбоа, який формував базову музичну лінію. На сьогоднішній день використання цього інструменту припинилося. Перший рух на креольській називається гальйон (galion [ɡɐliˈõ]). У цьому русі один із виконавців (званий батукадерас [bɐtukɐˈdeɾɐs]) виконує поліритмічний удар, а інші виконують 2-тактний удар, плескаючи в долоні або ляскаючи тканиною. Соліст (називається kantadera proféta [kɐ̃tɐˈdeɾɐ pɾoˈfɛtɐ]) співає вірш, який негайно повторюється (називається ronca baxon [ˈʀõkɐ bɐˈʃõ]) в унісон співаками, що залишилися (називаються kantaderas di kunpanha [kɐ̃tɐˈdeɾɐs di kũˈpaɲɐ]). Ці вірші, імпровізовані прислів'я, які розповідають про різні теми, такі як похвала особистостей, соціальна критика, та щоденні сцени, називаються finason [finɐˈsõ]. Ця структура заклику та відповіді триває до другого руху.

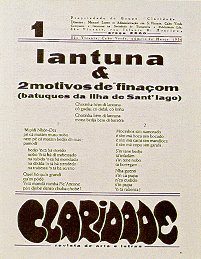
Батук Сантьяго, представлений у першому номері Кларидаду, виданому в 1936 році

Другий рух називається txabéta [tʃɐˈbɛtɐ]. Цей рух відповідає оркестровій кульмінації, в якій усі гравці виконують однаковий поліритмічний біт, і всі співаки співають один і той же вірш в унісон, який працює як приспів.
У наш час сучасні композитори складають батук по-іншому. Музика спирається на поліфонічну опору (послідовності акордів) і демонструє структуру, подібну до інших музичних жанрів Кабо-Верде, де музичні строфи чергуються з приспівом.
У 2019 році Мадонна опановує жанр у пісні Batuka зі свого альбому Madame X. Для офіційного кліпу пісні (який був знятий у Лісабоні) вона танцює та грає на барабанах з Orquestra Batukadeiras, які також виступають як фонові вокалісти треку.

## Як танець
Як танець, традиційний батук слідує чіткому ритуалу.
Під час сеансу батуку група виконавців (майже завжди просто жінки) збираються у коло за сценарієм, який називається terreru [teˈʀeɾu]. Цей сценарій не обов'язково повинен бути точним місцем розташування, це може бути заднє подвір'я в будинку або, наприклад, громадська площа.
Музичний твір починається з того, що гравці (які можуть бути одночасно батукадерами та кантадерами, але не обов'язково) виконують перший рух, тоді як один із гравців підходить до центру, щоб виконати танець. У цьому першому русі танець виконується лише з розмахуванням тіла, з почерговим рухом ніг, які вибивають лінію ритму.
У другому русі, поки гравці виконують ритм і співають спільно, танцюрист змінює танець. Тепер танець (так званий da ku tornu [dɐ ku ˈtoɾnu]) виконується за допомогою розмаху стегнів, зі швидким згинанням колін, що супроводжують ритм.
Коли пісня закінчується, танцівниця відступає, а інша займає її місце, і починається нова пісня. Ці виступи можуть тривати годинами до кінця сесії батуку.

## Історія
Батук, ймовірно, є найдавнішим музичним жанром на Кабо-Верде, але письмові згадки про нього існують лише у 19 столітті. В даний час він зустрічається тільки в Сантьягу, особливо в Таррафалі, однак є підказки, що він існував на всіх островах Кабо-Верде.
За словами Карлоса Гонсалвеса батук не є музичним жанром, що виник на африканському континенті. Це може бути адаптація якогось африканського танцю, який згодом сформував свої особливості в Кабо-Верде.
Португальська адміністрація та церква завжди вороже ставилися до батуку, оскільки його вважали «африканським», але під час політики Estado Novo ця ворожість була сильнішою. Батук навіть був заборонений у міських центрах, і це був вмираючий музичний жанр з 1950-х років.
Після здобуття незалежності виник інтерес до відродження деяких музичних жанрів. Саме в дев'яностих роках батук пережив справжнє відродження з молодими композиторами (такими як Orlando Pantera, Tcheka, Vadú), які виконують дослідницьку роботу та надають нову форму батуку, яку зараз співають молоді співаки (такі як Lura, Mayra Andrade, Nancy Vieira).
Батук не менш важливий у розвитку креольського джазу на островах, однією з помітних груп є Раїз Тамбаріна.

## Значення
У давнину батук мав чітке суспільне значення. Його виконували у святі дні, в певних урочистих випадках, у святах, перед і під час весіль. Є деякі вчені, які припускають, що танцювальний рух батуку має сексуальне значення і метою було сприяти народжуваності нареченої.
У наш час батук втратив своє первісне значення. Він був перетворений у сценічну виставу, виконується в офіційних актах, на вечірках або використовується деякими групами для прикладу фольклору Кабо-Верде.

## Прикладибатуку
- «Batuco» Bulimundo
виконував Bulimundo в альбомі «Batuco» (Black Power Records, Роттердам, реф. Lp 2233—1981)
- «Maria Júlia» Gil Semedo
у виконанні Gil & The Perfects в альбомі «Verdadi» (GIVA, ? — 1996)
- Orlando Pantera «Rabóita di Rubõ Manel»
у виконанні Lura в альбомі «Di korpu ku alma» (Lusáfrica, Париж — 2004)
- «Dispidida» Orlando Pantera
виконує Mayra Andrade в альбомі Navega (? — 2006)
- «Nha kumadri» Lateral e Rolando Semedo
виконує Nancy Vieira в альбомі «Lus» (Світло) (HM Música, Лісабон, 2007)

## У популярній культурі
- Музично-танцювальний стиль дав назву футбольному клубу в Мінделу в Сан-Вісенте на ім'я Батукуе
- Фільм Батук, душа народу 2006 року був фільмом, пов'язаним з цим жанром музики, його режисером і сценаристом був Хуліо Сільвао Таварес.
- Американська співачка-піснярка Мадонна згадує та використовує елементи Батуку у своїй пісні Batuka з альбому Madame X.[4]